# Komet gospodične Mitchell
Komet Mitchell (tudi  Komet gospodične Mitchell) ali C/1847 T1 je neperiodični komet, ki ga je 1. oktobra 1847 odkrila ameriška astronomka Maria Mitchell (1818 – 1889). Komet je nekaj dni kasneje odkril tudi Francesco de Vico, ki je v Evropi prvi objavil odkritje. Najprej je bilo sporno po kom se bo novi komet imenoval. Nazadnje so se odločili, da bo komet nosil ime po Mitchellovi. Mitchelova je tako postala druga ženska, ki je odkrila komet.

## Lastnosti
Njegova tirnica je bila hiperbolična. Soncu se je najbolj približal 14. novembra 1847 , 
ko je bil na razdalji okoli 0,3 a.e. od Sonca.